# Љубав и мода
„Љубав и мода“ је југословенски хумористички филм снимљен 1960. године у режији Љубомира Радичевића.

## Радња
Да би зарадили новац за летовање, група студената организује програм модне ревије за предузеће „Југошик“, служећи се и ситним преварама. Циљ је племенит, ревија је успела, штете није било ни за кога, па ни за студенткињу Соњу и младог модног креатора Бору, који су на крају решили своје несугласице.

## Ликови
| Глумац                     | Улога                                          |
| -------------------------- | ---------------------------------------------- |
| Беба Лончар                | Соња                                           |
| Душан Булајић              | Бора                                           |
| Мија Алексић               | генерални директор                             |
| Миодраг Петровић Чкаља     | комерцијални директор                          |
| Љубомир Дидић              | Протокол                                       |
| Северин Бијелић            | Рођак                                          |
| Милош Жутић                | Јова                                           |
| Драган Врачар              | Бата                                           |
| Мира Тапавица              | Деса                                           |
| Драгослав Илић             | Шиља                                           |
| Мића Татић                 | модни кројач                                   |
| Јанез Врховец              | управник аеро-клуба                            |
| Јелена Жигон               | Вера                                           |
| Властимир Ђуза Стојиљковић | Певач                                          |
| Иво Робић                  | као певачка звезда                             |
| Габи Новак                 | као гошћа                                      |
| Миодраг Поповић Деба       | Љуба                                           |
| Љубица Оташевић            | стјуардеса                                     |
| Владимир Медар             | Модни кројач 2                                 |
| Деса Берић                 |                                                |
| Александра Ивановић        | Певачица („Под сјајем звезда”, „Девојко мала”) |
| Предраг Ивановић           | Певач („Под сјајем звезда”, „Девојко мала”)    |

## Дигитална рестаурација филма
Југословенска кинотека у сарадњи са Вип мобајл и Авала Студиос дигитално је обновила овај филмски класик.
Премијера рестаурисане верзије филма је одржана 25 јуна 2019. у свечаној сали Југословенске кинотеке. Рестаурирана верзија филма је телевизијску премијеру имала 4. октобра 2020. на каналу РТС 1.
Комплетна филмска екипа  ▼
| Редитељ                   | Љубомир Радичевић          |                                                                         |
| Сценариста                | Ненад Јовичић              |                                                                         |
| Сценариста                | Љубомир Радичевић          |                                                                         |
| Композитор                | Бојан Адамич               |                                                                         |
| Композитор                | Дарко Краљић               |                                                                         |
| Директор фотографије      | Ненад Јовичић              | директор фотографије                                                    |
| Монтажер                  | Милица Поличевић           |                                                                         |
| Сценограф                 | Душан Јеричевић            |                                                                         |
| Уметнички директор        | Жељко Сенечић              |                                                                         |
| Костимограф               | Божана Јовановић           |                                                                         |
| Одсек за шминку           | Савета Ковач               | шминкерка (као Јелисавета Ержебет)                                      |
| Менаџер продукције        | Здравко Баљковић           | помоћник директора филма                                                |
| Менаџер продукције        | Бранислав Дрљевић          | вођа снимања                                                            |
| Менаџер продукције        | Светислав Јовановић        | директор филма                                                          |
| Помоћник режије           | Дејан Косановић            | помоћник редитеља                                                       |
| Помоћник режије           | Мића Милошевић             | помоћник редитеља                                                       |
| Одсек за звук             | Радивој Вујић              | тон мајстор (као Раша Вујић)                                            |
| Одсек за камеру и расвету | Љубомир Ивковић            | фотограф                                                                |
| Одсек за камеру и расвету | Јосип Керекеш              | вођа расвете                                                            |
| Одсек за камеру и расвету | Влада Мајић                | пратилац камере                                                         |
| Одсек за камеру и расвету | Душан Недељковић           | пратилац камере                                                         |
| Одсек за монтажу          | Бранка Чеперац             | асистент монтажера                                                      |
| Одсек за монтажу          | Предраг Стајић             | консултант за боју                                                      |
| Музички одсек             | Татјана Фарчић             | (кореограф)                                                             |
| Музички одсек             | Габи Новак                 | певачица: „Једна мала дама, шета увек сама” & „Љубав или шала”          |
| Музички одсек             | Властимир Ђуза Стојиљковић | певач: „Девојко мала” & „Љубав и мода” (као Властимир—Ђуза Стојиљковић) |
| Музички одсек             | Божидар Тимотијевић        | песма: текст                                                            |
| Остала екипа              | Катица Бањанин             | секретар режије                                                         |

## Културно добро
Југословенска кинотека је, у складу са својим овлашћењима на основу Закона о културним добрима, 28. децембра 2016. године прогласила сто српских играних филмова (1911—1999) за културно добро од великог значаја. На тој листи се налази и филм "Љубав и мода".